# Rhinobatos halavi
Rhinobatos halavi és un peix de la família dels rinobàtids i de l'ordre dels rajiformes.

## Morfologia
Pot arribar als 120 cm de llargària total.

## Reproducció
És ovovivípar.

## Distribució geogràfica
Es troba des de les costes del Mar Roig fins al Golf d'Oman.